# Francisco Angelini
Francisco Otero Angelini (Ciudad de México, México, 1 de junio de 1982) es un actor mexicano.

## Biografía
Hizo su debut en 2008, en la telenovela Tengo todo excepto a ti, donde interpreta a Benicio García Blaquier, telenovela protagonizada por Gonzalo Vega, Rebecca Jones y Margarita Gralia. En el año 2009 consigue un pequeño papel en Pobre diabla, donde interpreta a Gonzalo. Más tarde realiza en 2010 el papel de Miguel Doreli en Quiéreme, telenovela protagonizada por Litzy y Yahir. En 2011 consigue su primer antagónico en televisión en la telenovela Huérfanas donde interpreta a Fabrizio de la Peña, donde compartió créditos con Ana Belena y Fernando Alonso. El productor Rafael Urióstegui en 2012 contrata a Francisco para que junto a María José Magán protagonice Quererte así, donde interpreta a Rafael Romero. Después logra unirse al elenco de Secretos de familia donde interpreta a Tomás, un joven homosexual. En 2014 se une a Siempre tuya Acapulco, donde interpreta a Francisco Gómez y comparte créditos con Melissa Barrera y Daniel Elbittar. Forma parte de la serie web Amor a ciegas de TV Azteca.

## Vida personal
En una entrevista de Amor a ciegas, Francisco mencionó que salía con la actriz mexicana Lucía Leyba.
se encuentra en una relación de pareja con la actriz colombiana Lorena García 

## Filmografía

### Televisión
- Rosario Tijeras (2025) — Juan Antonio[1]
- Como agua para chocolate (2024) — Dr. Brown[2]
- El Señor de los Cielos (2024) — Rocco San Román[3]
- Armas de mujer (2022) — Max[4]
- Rutas de la vida (2022) —  Renzo Salgado[5]
- Un día para vivir (2021-2023) — Simón / Ulises[6][7]
- La Leona (2020) — Emilio Castro
- La Bandida (2019) — Sergio Lara
- El Barón (2019) — Ignacio "Nacho" Montero
- José José, el príncipe de la canción (2018) — Paco Fernández
- La hija pródiga (2017-2018) — José
- La piloto (2017) — Roberto
- Hasta que te conocí (2016) — Tomás
- Un día cualquiera (2016) — Iván / Hans / El Doctor
- Siempre tuya Acapulco (2014) — Francisco "Pancho" Gómez
- Secretos de familia (2013) — Tomás
- Quererte así (2012) — Rafael Romero
- Huérfanas (2011) — Fabrizio de la Peña
- Quiéreme tonto (2010) — Miguel Dorelli
- Pobre diabla (2009) — Gonzalo
- Contrato de amor (2008) — Enrique

## Cine
- Sobre ella (2013) — Mauricio

## Teatro
- Apócrifo (2013) — Dirección de Alfonso Cárcamo